# Oana Radu
Oana Radu (* 7. Dezember 1993 in Craiova) ist eine rumänische Pop-Sängerin, die durch die Teilnahme an der Fernsehshow Vocea României bekannt wurde.

## Leben und Karriere
Radu begann im Alter von drei Jahren im Kinderpalast in Craiova zu singen, wo sie bis zu ihrem siebten Lebensjahr unterrichtet wurde. Im Rahmen der Show „Abracadabra“, gewann sie den ersten Preis. Sie studierte Klavier, Musiktheorie sowie Gesang an der „Şcoala Populară de Artă“ in Craiova. Radu moderierte zwei Jahre lang die Kindersendung „Lumea Piticilor“ im lokalen Fernsehen von Craiova. 2011 nahm Radu an der ersten Ausgabe des Fernsehwettbewerbs Vocea României teil. Nach der Teilnahme an Vocea României gründete sie 2012 ihre erste Live-Band. 2014 veröffentlichte Radu die Debüt-Single Tu, die in kurzer Zeit Millionen Aufrufe auf YouTube erzielte. Im selben Jahr arbeitete Radu mit Rolla Sparks für das Lied Fără glas zusammen. Anfang 2015 veröffentlichte Radu mit Dr. Mako und Pacha Ma die Single Ea a fost prima und 2016 die Single Stai. 2015 nahm Radu an der ersten Staffel der TV-Sendung Ferma vedetelor teil. Sie schied in der ersten Woche nach dem Duell mit Corina Dragulescu aus. Sie ist mit dem Personal Trainer Cătălin Dobrescu verheiratet. Im November 2023 trennte sich das Paar.

## Diskografie
- 2014: Tu (feat. Dr. Mako & Eli)
- 2014: Fără glas (feat. Rolla Sparks)
- 2015: Ea a fost prima (feat. Dr. Mako & Pacha Man)
- 2015: Dragostea-i nebună (feat. Dr. Mako)
- 2016: Stai (feat. Dr. Mako & Doddy)
- 2020: Cum Să Te (mit Rashid (12) & Blvck Matias)
- 2021: Când Am O Zi Grea
- 2021: Să Nu Mă Lași (mit Doddy)
- 2021: Nu Te Pot Uita (Excusez-Moi)

## Auszeichnungen
| Jahr | Preis                  | Kategorie      | Ergebnis    |
| ---- | ---------------------- | -------------- | ----------- |
| 2014 | Rumänischer Musikpreis | "Best New Act" | Nominierung |
| 2014 | Rumänischer Musikpreis | "Best Dance"   | Nominierung |